# Teucrium betonicum
Teucrium betonicum — вид рослин з родини глухокропивові (Lamiaceae), ендемік Мадейри.

## Опис
Росте як кущ до 1.5 м заввишки. Кущ, висотою 50–150 см, густо розгалужений. Листки черешкові, ланцетні до яйцеподібних, довжиною 5–12 см, шириною 2–4 см, від округлозубчастих до зубчастих. Мутовки 2-квіткові в китицях; квіти з короткими ніжками, вінчик багровий, з однією п'ятидольною губою, верхня губа вінчика відсутня. Плоди — горішки.

## Поширення
Ендемік острова Мадейра.
Діапазон висот від 100 до 1300 м н.р.м. Росте в лаврових лісах на узліссях і вирубка.

## Використання
Цей вид використовується для лікування шлункових проблем і як тонізуючий настій.

## Загрози та охорона
Основні загрози: урбанізація, будівництво доріг, зсуви, сільське господарство та конкуренція з екзотичними та місцевими видами.
Teucrium betonicum занесено до Додатку II та IV Директиви про середовище проживання. Цей вид зберігається в ботанічному саду та насіннєвому банку на Мадейрі. Управління інвазивними видами буде корисним для цього таксона.

## Галерея

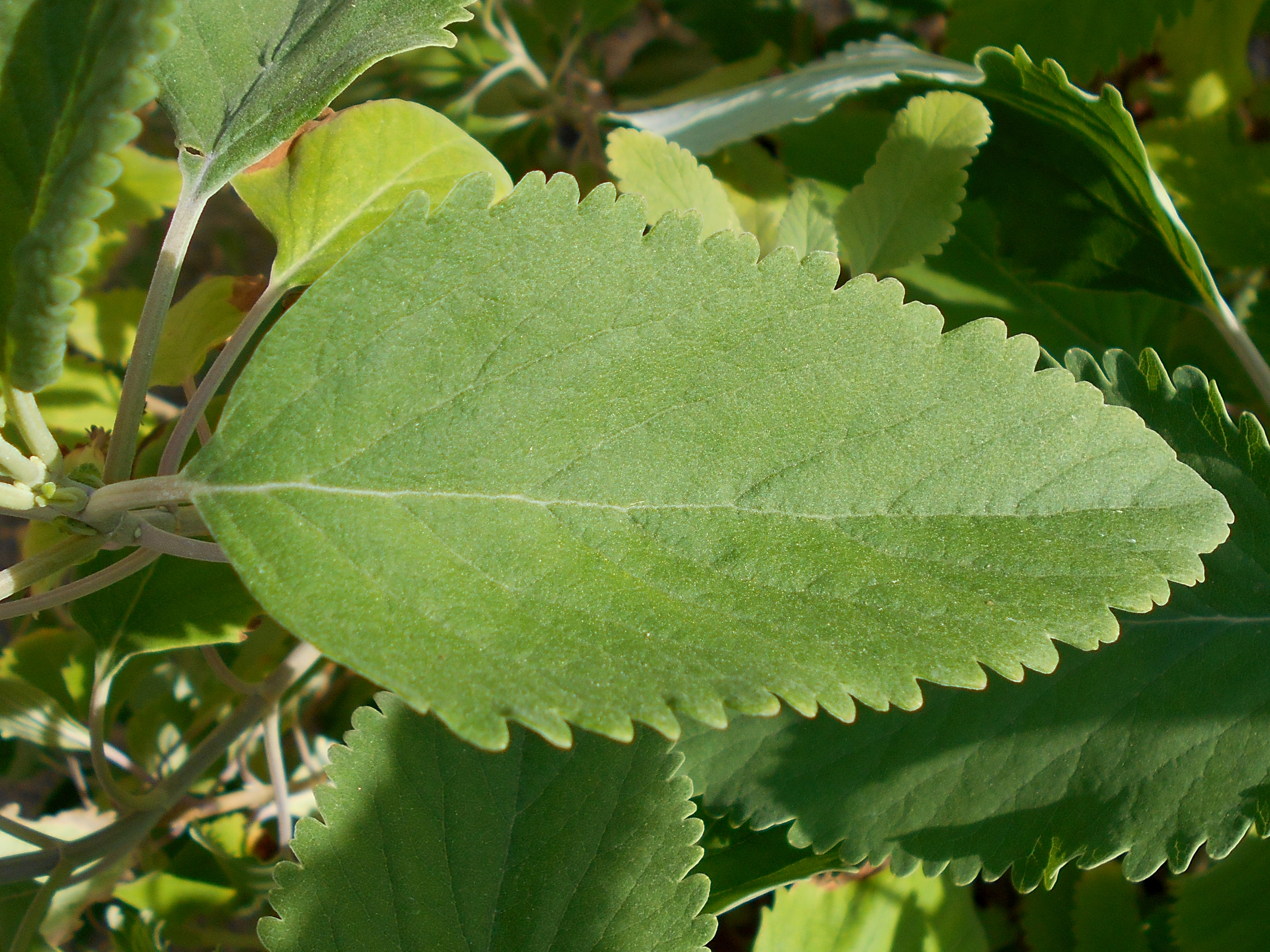